# Волошин Анастасія

Анастасія Волошин (с. Маріям ЧСВВ)

Могила Анастасії Волошин (м. Бібрка, Львівська обл.)

Анастасія Волошин (сестра Маріям або Міріам; 27 жовтня 1911 — 9 січня 1994) — найвідоміша українська стигматичка.

## Життєпис
Народилася у с. Красне Ярославського повіту (зараз територія Польщі). Стигми одержала у 1935 році. У травні 1936 року стала монахинею-василіянкою. Три книги, численні публікації присвятив Насті Волошин о. доктор Костельник, який близько цікавився й іншими нашими стигматиками. У грудні 1949 року с. Міріам виселено на спецпоселення в Читинську область, звідки вона звільнилася влітку 1956 року. З того часу мешкала в різних містах і селах у родини, знайомих. В останні роки проживала у с. Шпильчина Перемишлянського району Львівської області, де й померла. Похована на спільному для с. Шпильчина та м. Бібрка кладовищі.
Є свідчення про деякі пов'язані з нею містичні явища, що відбувалися навіть в останні роки її життя. 2009 року відбулася прем'єра документального фільму про стигматичку (режисер Іван Федорич).